# Dai Zhen
Dai Zhen, né le 19 janvier 1724 et mort le 1er juillet 1777, est un philosophe chinois de la dynastie Qing.

## Biographie
Originaire de Xiuning, Anhui, Dai est un érudit polyvalent qui apporte de grandes contributions aux mathématiques, à la géographie, à la phonologie et à la philosophie. Ses critiques philosophiques et philologiques du néoconfucianisme continuent d'être influentes. En 1733, Dai est recruté par le savant Ji Yun pour être l'un des éditeurs de l'encyclopédie officielle et de la collection de livres Siku Quanshu.
Les contributions philosophiques de Dai comprennent celles de l'Ecole des Preuves qui critique l'école Song du néo-confucianisme. En particulier, deux critiques formulées par Dai sont les suivantes : premièrement, le néo-confucianisme se concentre trop sur l'auto-examen introspectif alors que la vérité doit être trouvée dans l'investigation du monde extérieur.
Deuxièmement, il critique la volonté néo-confucéenne d'éliminer le désir humain en tant qu'obstacle à l'investigation rationnelle. Dai soutient que le désir humain est une bonne partie intégrante de l'expérience humaine, et que l'élimination du désir humain de la philosophie a le mauvais effet de rendre difficile la compréhension et le contrôle de ses émotions ainsi que de rendre impossible l'établissement d'empathie avec les autres.